# Нини Тирабушо
Нини Тирабушо (итал. Ninì Tirabusciò, la donna che inventò la mossa) — итальянская кинокомедия режиссера Марчелло Фондато с Моникой Витти в главной роли, выпущенная 1 декабря 1970 года.

## Сюжет
Мария Сарти была никому не известной певицей и танцовщицей в заштатных кабаре. Однажды она спела на эстраде песню «Нини Тирабушо» и утром проснулась в полицейском управлении. Власть решила, что текст песни слишком дерзкий, а танец певицы развращенный. С этого времени Мария Сарти стала известной по всей Италии, на ее концерты собирался весь бомонд, ее романы обсуждались во всех салонах.